# Farrea herdendorfi
Farrea herdendorfi är en svampdjursart som beskrevs av Duplessis och Henry M. Reiswig 2004. Farrea herdendorfi ingår i släktet Farrea och familjen Farreidae. Inga underarter finns listade i Catalogue of Life.